# Holacanthus ciliaris
Holacanthus ciliaris là một loài cá biển thuộc chi Holacanthus trong họ Cá bướm gai. Loài này được mô tả lần đầu tiên vào năm 1758.

## Từ nguyên
Từ định danh của loài trong tiếng Latinh có nghĩa là "có lông", hàm ý có lẽ đề cập đến vây lưng và vây hậu môn vươn dài ra sau của chúng.

## Phạm vi phân bố và môi trường sống
H. ciliaris có phạm vi phân bố rộng khắp Tây Đại Tây Dương. Từ bờ biển bang Florida (Hoa Kỳ) và Bermuda ở ngoài khơi, loài này được ghi nhận trên khắp bờ biển vịnh México và biển Caribe (bao gồm toàn bộ Antilles), trải dài về phía nam dọc theo bờ biển Brasil đến Uruguay, bao gồm quần đảo São Pedro và São Paulo ngoài khơi.
H. ciliaris lần đầu tiên được ghi nhận tại Địa Trung Hải, khi một cá thể được thu thập tại bờ biển Croatia vào năm 2011. Theo các nhà khoa học, nhiều khả năng là loài này đã theo một tàu kéo của giàn khoan dầu từ México về đến Croatia để bảo dưỡng. Giả thiết thứ hai là cá thể này được phóng thích từ một bể cá đã bị loại trừ, bởi vì H. ciliaris không nằm trong danh sách những loài được xuất khẩu sang Croatia. Lần thứ hai mà H. ciliaris được biết đến tại vùng biển nội địa này là vào năm 2020, khi một cá thể được phát hiện ở ngoài khơi Malta, quốc đảo ở giữa Địa Trung Hải, được cho là do sự phóng thích cá cảnh.
Loài này sống gần các rạn san hô và đá ngầm ở độ sâu đến ít nhất là 70 m.

## Mô tả
H. ciliaris có chiều dài cơ thể tối đa được biết đến là 45 cm, nhưng thường được quan sát ở chiều dài khoảng 30 cm.
Cá con H. ciliaris có màu xanh lam thẫm (trừ vùng đầu, xung quanh vây ngực và bụng có màu vàng) với vây đuôi màu vàng. Vảy có viền vàng. Một dải màu đen viền xanh óng băng qua mắt. Vùng thân xanh thẫm có ba vạch màu xanh óng nổi bật (khoảng giữa các vạch này có các vạch xanh tương tự nhưng kém nổi bật hơn). Cá con H. ciliaris rất giống với Holacanthus bermudensis, một loài có cùng khu phân bố ở vịnh México, đến mức cách duy nhất để phân biệt giữa hai loài là độ cong của các vạch màu xanh óng trên cơ thể. Các vạch trên cơ thể của H. ciliaris, đặc biệt là vạch giữa, có xu hướng cong hơn so với H. bermudensis.
Cá trưởng thành tổng thể có màu xanh lam; vảy có viền màu vàng cam. Đầu màu vàng nhạt; miệng, cằm, họng và ngực có màu xanh tím. Đỉnh đầu có một đốm đen viền xanh lam, bên trong đốm đen này lốm đốm các chấm màu xanh sáng (đặc điểm giúp phân biệt với H. bermudensis trưởng thành). H. ciliaris có vây đuôi hoàn toàn màu vàng, trong khi H. bermudensis chỉ có dải vàng ở rìa sau của đuôi. Vây bụng và vây ngực màu vàng tươi (vây ngực có đốm lớn màu xanh đen ở gốc). Vây lưng và vây hậu môn có tiệp màu với thân, chuyển dần thành màu cam ở rìa vây (rìa vây có viền xanh óng); chóp của hai vây có màu vàng.
Số gai ở vây lưng: 14; Số tia vây ở vây lưng: 19–21; Số gai ở vây hậu môn: 3; Số tia vây ở vây hậu môn: 20–21; Số tia vây ở vây ngực: 19; Số gai ở vây bụng: 1; Số tia vây ở vây bụng: 5.

### Biến thể
Tại São Pedro và São Paulo, người ta phát hiện nhiều biến thể màu sắc khác của H. ciliaris. Trong đó, màu cam (thay vì màu xanh như ở phần phạm vi còn lại) là màu cơ thể được bắt gặp nhiều nhất. Bên cạnh đó, H. ciliaris tại khu vực này còn có cơ thể hoàn toàn là màu trắng, nhiều cá thể trắng còn có các vệt đốm cam và đen, hoặc cơ thể xanh lam sáng với đuôi trắng. Một số yếu tố như giao phối cận huyết và dòng di truyền thấp được coi là nguyên nhân có thể gây ra hiện tượng này.

## Sinh thái
Thức ăn chủ yếu của H. ciliaris là hải miên (bọt biển); bên cạnh đó, chúng cũng ăn một lượng nhỏ các loài tảo, động vật hình rêu và những loài thuộc phân ngành Sống đuôi.

### Lai tạp
H. ciliaris và H. bermudensis là hai loài có cùng khu phân bố (sympatric species), và vì vậy, chúng thường tạo ra những cá thể lai giữa nhau. Con lai giữa hai loài này đã từng được xem là một loài riêng biệt và được mô tả với danh pháp là H. townsendi (thường được gọi là cá thiên thần Townsend).
Cá Townsend đã được ghi nhận tại ngoài khơi vịnh México, bang Florida, Bahamas và Bermuda, là những nơi mà H. ciliaris và H. bermudensis cùng xuất hiện. Tuy nhiên, Townsend sau đó còn được ghi nhận thêm tại ngoài khơi thị trấn Puerto Morelos, México (nằm bên bờ biển Caribe), cũng như tại bờ biển Honduras và Costa Rica. Điều này dẫn đến suy đoán rằng, H. bermudensis đã mở rộng phạm vi về phía nam đến biển Caribe.

### Sinh sản
H. ciliaris trưởng thành thường được quan sát là bơi thành từng cặp suốt quanh năm. Đến thời điểm sinh sản, cả hai bơi hướng lên trên, áp hai phần bụng lại gần nhau, đồng thời giải phóng một lượng lớn trứng và tinh trùng. Một con cá cái có thể phóng từ 25.000 đến 75.000 trứng vào mỗi tối và có thể lên tới 10 triệu trứng trong mỗi chu kỳ sinh sản. Trứng trong suốt và có độ nổi.
Trứng nở trong vòng 15 đến 20 giờ sau đó. Những cá thể giai đoạn tiền ấu trùng được bọc trong một túi noãn hoàng lớn. Mất khoảng 48 giờ sau để hấp thụ hết noãn hoàng, chúng phát triển thành cá bột thực sự và bắt đầu kiếm ăn trên các sinh vật phù du. Cá bột sinh trưởng nhanh và khoảng 3–4 tuần sau đó, chúng sẽ bơi xuống đáy biển.
Cá con H. ciliaris có tính lãnh thổ. Chúng có thể thiết lập những "trạm vệ sinh", nơi những loài cá lớn hơn bơi đến để được H. ciliaris loại bỏ ký sinh và mô chết ra khỏi cơ thể.

## Thương mại
Đây là một loài được săn lùng để nuôi làm cá cảnh, đặc biệt là cá con. Chúng là loài cá cảnh biển được xuất khẩu nhiều nhất từ Brasil.